# Cerro San Miguel
San Miguel es un cerro testigo de Bolivia, ubicado en el Chaco boliviano. Administrativamente se encuentra en el municipio de Charagua de la provincia Cordillera en el suroeste del departamento de Santa Cruz.

## Ubicación
El Cerro San Miguel se encuentra ubicado en el Chaco Boreal, y tiene una altitud de 839 metros, siendo el cerro más alto en un radio de 145 kilómetros, superado por el Cerro Chochís, en la Serranía de Chiquitos.
Se encuentra dentro del Parque nacional Kaa-Iya, a 17 kilómetros al norte de la frontera con la República de Paraguay, en la zona del Palmar de las Islas.